# Karin Hübner
Karin Hübner (16 de septiembre de 1936 - 25 de julio de 2006) fue una actriz alemana.

## Biografía
Nacida en Gera, Alemania, sus padres eran cantantes de ópera. Criada en Michendorf, finalizó sus estudios de secundaria en 1953, tras lo cual tomó lecciones de canto y actuación en la Academia de Artes Dramáticas „Ernst Busch“, en Berlín. En 1954 fue contratada por el teatro Städtischen Bühnen de Münster, actuando después en Bremen y Berlín. Debutó en el cine con el papel principal de la película de la Deutsche Film AG Emilia Galotti.
En 1958 actuó junto a René Kollo, Wolfgang Gruner, Marguerite Kollo, Edith Schollwer y Bruno Fritz en la película Solang noch Untern Linden, basada en la vida del compositor Walter Kollo. A pesar de realizar algunos otros primeros papeles, Hübner no llegó a confirmarse como actriz cinematográfica.
Sin embargo, tuvo un gran éxito teatral con el papel de Eliza Doolittle en octubre de 1961, actuando junto a Paul Hubschmid como Profesor Henry Higgins, en el musical de Frederick Loewe My Fair Lady, que tuvo unas 850 representaciones hasta 1965. En 1968 Frank Duval, con el cual estaba entonces casada, produjo el show radiofónico de 30 minutos "Die vier Schwestern", en el cual actuaban Erika von Thellmann, Alexandra y Ivan Rebroff. Hasta mediados de los años 1970 actuó en los teatros de bulevar de Múnich y, tras muchos éxitos como cantante y actriz, decidió retirarse.
En 1982 prendió fuego asu apartamento en un intento de suicidio, lo cual le costó una condena de seis meses de libertad condicional por incendio premeditado. En 1983 fracasó como directora en la puesta en escena de la obra Unter der Treppe. A mediados de los años 1980 volvió a la actuación, participando en la temporada 1984/85 en el Boulevardtheater de Múnich en la pieza de Neil Simon Pfefferkuchen und Gin. En 1987 Hübner se retiró definitivamente de los escenarios.
Karin Hübner falleció en Múnich, Alemania, en el año 2006, y fue enterrada en el Cementerio de Ottobrunn. Había estado casada con el director Peter Beauvais, el actor Günter Pfitzmann y el compositor Frank Duval, teniendo una hija con el primero de ellos.

## Filmografía (selección)
- 1955 : Peter Schlemihl (telefilm)
- 1958 : Tatort Berlin
- 1958 : Hoppla, jetzt kommt Eddie
- 1958 : Solang' noch Untern Linden
- 1958 : Emilia Galotti
- 1960 : Venus im Licht (telefilm)
- 1960 : Soldatensender Calais
- 1961 : Das Wunder des Malachias
- 1962 : Die lustige Witwe
- 1963 : Die endlose Nacht
- 1966 : Liselotte von der Pfalz
- 1966 : Abendkurs (telefilm)
- 1966 : Towarisch (telefilm)
- 1967 : Flucht ohne Ausweg (miniserie TV)
- 1968 : Unwiederbringlich (telefilm)
- 1969 : Sieben Tage Frist
- 1969 : Der Mann mit dem Glasauge
- 1969 : Hotel Royal (telefilm)
- 1970 : Einladung ins Schloss (telefilm)
- 1971 : Das Messer  (miniserie TV)
- 1972 : Viola und Sebastian
- 1972 : Verdacht gegen Barry Croft (telefilm)
- 1977 : Tatort (serie TV), episodio Das Mädchen am Klavier